# ريتشارد بول
ريتشارد بول (بالإنجليزية: Richard Poole)‏ (3 يوليو 1957 في المملكة المتحدة - ) هو لاعب كرة قدم بريطاني في مركز الهجوم. لعب مع نادي برينتفورد ونادي تولون ونادي واتفورد.

## وصلات خارجية
- ريتشارد بول على موقع قاعدة بيانات كرة القدم.إي يو (الإنجليزية)